# Lophophora fricii
Lophophora fricii är en kaktusväxtart som beskrevs av Haberm. Lophophora fricii ingår i släktet Lophophora och familjen kaktusväxter. Inga underarter finns listade i Catalogue of Life.